# Pir Mahal
Pir Mahal (Urdu: پیر محل) is een stad in het midden van de provincie Punjab in Pakistan. In 2006 telde de stad ongeveer 100.000 inwoners.